# 마르코우치

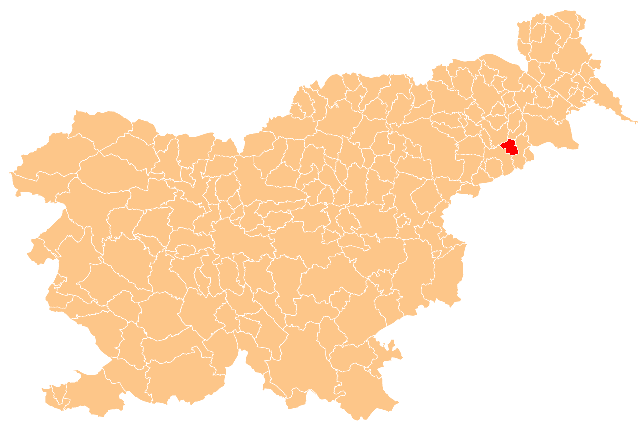
마르코우치의 위치

마르코우치(슬로베니아어: Markovci)는 슬로베니아의 도시로 면적은 29.8km2, 높이는 221m, 인구는 3,798명(2002년 기준), 인구 밀도는 127.4명/km2이다.